# PROVOKE (アルバム)
『PROVOKE』（プロヴォーク）は、[Alexandros]の9枚目のオリジナルアルバムである。2025年4月23日にユニバーサルミュージックよりリリースされた。

## 概要
- 前作『But wait. Cats?』よりおよそ3年ぶりとなる、通算9作目のフルアルバム[8]。アルバム「Where's My Potato?」でデビューしてから15周年にあたる2025年にリリースされた。
- CDのみからなる通常盤に加え、2024年に相模原市にて開催された[Alexandros]主催イベント「THIS FES '24 in Sagamihara」より、[Alexandros]のライブ全編とドキュメンタリーが収録されたDVD/Blu-rayが付属する初回限定盤、CDと前述の「THIS FES '24 in Sagamihara」ライブBlu-rayに加え、2024年3月に青山学院大学にて開催されたライブ「Back To School!!」の模様をほぼ全編収録したBlu-rayと[注 1]、これまでにリリースしてきた楽曲を再録したリアレンジアルバム『CHANGED MY MIND』とフォトブック、アルバムジャケットがプリントされたオリジナルTシャツが付属する完全限定生産盤の全4形態でリリースされた[10]。
- ジャケットは当時のアーティスト写真を加工したデザイン[11]。
- 過去2作『Sleepless in Brooklyn』『But wait. Cats?』では外部のプロデューサーを迎えアルバムを制作していたが、本作でセルフプロデュースに回帰している[12]。
- 川上曰く、前作『But wait. Cats?』制作の終盤から本作の構想は持っていたとのこと[11]。「1stアルバムのような作品を作る」という思いがテーマとして存在しており、本作でそれが達成されたと語っている[13]。全15曲というボリュームも当初から想定しており、それぞれの枠に数曲ずつ候補曲が存在していたという[11][12]。
- 本作を引っ提げて、リリースイベント「PROVOKE LAUNCH PARTY」や全国ツアー「PROVOKE JAPAN TOUR 2025」、アジアツアー「PROVOKE ASIA TOUR 2025」が開催される[14][15]。

## 収録曲

### CD（全形態共通）
| #         | タイトル                           | 作詞            | 作曲            | 編曲                | 時間  |
| --------- | ---------------------------------- | --------------- | --------------- | ------------------- | ----- |
| 1.        | 「PROVOKE」                        | 川上洋平        | 川上洋平        | [Alexandros]        | 1:31  |
| 2.        | 「JULIUS」                         | 川上洋平        | 川上洋平        | [Alexandros]        | 2:27  |
| 3.        | 「WITH ALL DUE RESPECT」           | 川上洋平        | 川上洋平        | [Alexandros]        | 3:14  |
| 4.        | 「超える」                         | 川上洋平        | 川上洋平        | [Alexandros]        | 4:02  |
| 5.        | 「金字塔」                         | 川上洋平        | 川上洋平        | [Alexandros]        | 4:22  |
| 6.        | 「EVERYBODY KNOWS」                | 川上洋平        | 川上洋平        | [Alexandros]        | 4:07  |
| 7.        | 「Coffee Float (feat. hard life)」 | 川上洋平        | 川上洋平        | [Alexandros]        | 3:05  |
| 8.        | 「Boy Fearless」                   | 川上洋平        | 川上洋平        | [Alexandros]        | 3:17  |
| 9.        | 「冷めちゃう」                     | 川上洋平        | 川上洋平        | [Alexandros]        | 2:36  |
| 10.       | 「[0602]」                         |                 | 川上洋平        |                     | 1:33  |
| 11.       | 「Backseat」                       | 川上洋平        | 川上洋平        | [Alexandros]        | 3:31  |
| 12.       | 「VANILLA SKY 2 (feat. WurtS)」    | 川上洋平、WurtS | 川上洋平、WurtS | [Alexandros]、WurtS | 2:44  |
| 13.       | 「FABRIC YOUTH」                   | 川上洋平        | 川上洋平        | [Alexandros]        | 3:47  |
| 14.       | 「todayyyyy」                      | 川上洋平        | 川上洋平        | [Alexandros]        | 3:49  |
| 15.       | 「アフタースクール」               | 川上洋平        | 川上洋平        | [Alexandros]        | 3:25  |
| 合計時間: | 合計時間:                          | 合計時間:       | 合計時間:       | 合計時間:           | 47:38 |

### DVD/Blu-ray

#### THIS FES '24（初回限定盤、完全限定生産盤収録）
| #   | タイトル                       | 作詞 | 作曲・編曲 |
| --- | ------------------------------ | ---- | ---------- |
| 1.  | 「Adventure」                  |      |            |
| 2.  | 「Dracula La」                 |      |            |
| 3.  | 「Starrrrrrr」                 |      |            |
| 4.  | 「Kick&Spin」                  |      |            |
| 5.  | 「日々、織々 (feat. Vansire)」 |      |            |
| 6.  | 「Girl A」                     |      |            |
| 7.  | 「Boy Fearless」               |      |            |
| 8.  | 「Backseat」                   |      |            |
| 9.  | 「ムーンソング」               |      |            |
| 10. | 「閃光」                       |      |            |
| 11. | 「ワタリドリ」                 |      |            |

| #   | タイトル                      | 作詞 | 作曲・編曲 |
| --- | ----------------------------- | ---- | ---------- |
| 1.  | 「Adventure」                 |      |            |
| 2.  | 「Waitress, Waitress!」       |      |            |
| 3.  | 「Starrrrrrr」                |      |            |
| 4.  | 「Kick&Spin」                 |      |            |
| 5.  | 「VANILLA SKY (feat. WurtS)」 |      |            |
| 6.  | 「Girl A」                    |      |            |
| 7.  | 「Boy Fearless」              |      |            |
| 8.  | 「Backseat」                  |      |            |
| 9.  | 「Run Away」                  |      |            |
| 10. | 「閃光」                      |      |            |
| 11. | 「ワタリドリ」                |      |            |

#### Back To School!!（完全限定生産盤収録）
| #   | タイトル                | 作詞 | 作曲・編曲 |
| --- | ----------------------- | ---- | ---------- |
| 1.  | 「Aoyama」              |      |            |
| 2.  | 「todayyyyy」           |      |            |
| 3.  | 「Dracula La」          |      |            |
| 4.  | 「Droshky!」            |      |            |
| 5.  | 「無心拍数」            |      |            |
| 6.  | 「rooftop」             |      |            |
| 7.  | 「VANILLA SKY」         |      |            |
| 8.  | 「Boo!」                |      |            |
| 9.  | 「Kill Me If You Can」  |      |            |
| 10. | 「Starrrrrrr」          |      |            |
| 11. | 「In your face」        |      |            |
| 12. | 「Claw」                |      |            |
| 13. | 「Stimulator」          |      |            |
| 14. | 「Girl A」              |      |            |
| 15. | 「風邪をひいた時の歌」  |      |            |
| 16. | 「Mosquito Bite」       |      |            |
| 17. | 「閃光」                |      |            |
| 18. | 「Waitress, Waitress!」 |      |            |
| 19. | 「Adventure」           |      |            |
| 20. | 「ワタリドリ」          |      |            |
| 21. | 「city」                |      |            |

## 楽曲解説
1. PROVOKE
2. JULIUS
  - WOWOW連続ドラマW『ゴールデンカムイ -北海道刺青囚人争奪編-』第2話エンディングテーマ[16][注 2]。
  - 読み方は『ユリウス』。
  - ドラマ主題歌として使用されたバージョンとはアレンジが若干異なっている[17]。
  - ドラマ主題歌として楽曲の起用が発表された段階ではカタカナで『ユリウス』表記であった。
3. WITH ALL DUE RESPECT
4. 超える
  - TBS系アニメ『ウマ娘 シンデレラグレイ』第1クールオープニング主題歌[18]。
5. 金字塔
  - 「SINGLE 3」収録曲。
  - テレビ朝日系木曜ドラマ『プライベートバンカー』主題歌[19]。
6. EVERYBODY KNOWS
  - 川上曰く「かなり昔からあった曲」で、前作『But wait. Cats?』への収録も検討されていた楽曲[20]。
7. Coffee Float (feat. hard life)
  - 「SINGLE 3」収録曲に、イギリスのバンドであるハード・ライフをフィーチャリングゲストに迎えたバージョン[13]。ハード・ライフのメンバーとは、[Alexandros]の主催イベント「THIS FES '24」がきっかけで仲良くなったとのこと[12]。
8. Boy Fearless
  - 「SINGLE 2」収録曲。
  - 映画『Cloud クラウド』インスパイアソング[21]。
9. 冷めちゃう
  - 「SINGLE 1」収録曲。
10. [0602]
11. Backseat
  - 「SINGLE 2」収録曲。本楽曲のレコーディング日に川上が風邪を引いており鼻声だったため、表記はないが本作収録に合わせて再録・再ミックスされている[17]。
  - 江崎グリコ『ポッキー』タイアップ曲[22]。
12. VANILLA SKY 2 (feat. WurtS)
  - 配信シングル「VANILLA SKY」の別アレンジバージョン[13]。ボーカルは録り直していない[20]。
13. FABRIC YOUTH
  - 磯部、白井、リアドの3人がアレンジを担当した楽曲[11]。
  - この曲で白井は初めて12弦ギターでレコーディングしている[13]。白井のギターの師匠のギターを借りてレコーディングしたという[13]。
14. todayyyyy
  - 配信シングル「todayyyyy」の表題曲。「SINGLE 1」にも収録されている。
  - スマートフォンゲーム『モンスターストライク』コラボレーションソング[23] 。
  - モンスターストライク 配信アニメ『マサムネ -使命の赤き刃-』主題歌[23]。
15. アフタースクール
  - 「SINGLE 1」収録曲。
  - テレ東系「WBS ワールドビジネスサテライト」エンディングテーマ曲[24]。

## 演奏
- 川上洋平：Vocal, Guitar
- 磯部寛之
  - Guitar
  - Programming (#13)
- 白井眞輝：Bass
- リアド偉武：Drums
- ROSE (The Led Snail)：Keyboards (#1.5.6.11.12.14)
- MULLON：Guitar (#1)
- 佐瀬貴志：Programming (#5-9.11.12.14.15)
- 村田泰子：Violin, Viola (#6)
- SAK, 稲泉りん：Chorus (#6)
- Murray Matravers：Guest Vocal, Programming (#7)
- Wurts：Guest Vocal, Programming (#12)
- 安元広夢：Programming (#12)

## CHANGED MY MIND
本作の完全限定生産盤には、『CHANGED MY MIND』（チェンジド マイ マインド）と題されたリアレンジアルバムが付属した。

### 概要
これまでリリースした楽曲を新たなアレンジで再録音した楽曲9曲を収録している。収録曲のうち、「Girl A (:D)」は「SINGLE 1」に、「真夜中 (drive ver.)」は「SINGLE 2」に、「Stimulator (:D)」は「SINGLE 3」にも収録されていた。なお、「真夜中 (drive ver.)」以外の8曲の曲名についている「(:D)」は「スマイル」と読む。
楽曲をライブで披露する中でアップデートされたアレンジをさらにリアレンジしたバージョンが収録されており、原曲とライブバージョンの差が特に大きい楽曲が選曲されているとのこと。
リアレンジアルバム収録曲のうち、「Girl A (:D)」「真夜中 (drive ver.)」「Stimulator (:D)」「we are still kids & stray cats (:D)」の4曲が音楽配信サービスにて配信されている。

### 収録内容
| #         | タイトル                                | 作詞  | 作曲・編曲 | 時間 |
| --------- | --------------------------------------- | ----- | ---------- | ---- |
| 1.        | 「LAST MINUTE (:D)」                    |       |            | 5:09 |
| 2.        | 「真夜中 (drive ver.)」                 |       |            | 4:49 |
| 3.        | 「Kill Me If You Can (:D)」             |       |            | 4:21 |
| 4.        | 「Stimulator (:D)」                     |       |            | 3:15 |
| 5.        | 「Dracula La (:D)」                     |       |            | 3:42 |
| 6.        | 「todayyyyy (:D)」                      |       |            | 3:46 |
| 7.        | 「Swan (:D)」                           |       |            | 4:24 |
| 8.        | 「Girl A (:D)」                         |       |            | 4:09 |
| 9.        | 「we are still kids & stray cats (:D)」 |       |            | 6:15 |
| 合計時間: | 合計時間:                               | 39:50 |            |      |